# Regenthonungsfågel
Regenthonungsfågel (Anthochaera phrygia) är en akut utrotningshotad fågel i familjen honungsfåglar som förekommer i Australien.

## Utseende och läten
Regenthonungsfågeln är en medelstor (20-24 cm), svart honungsfågel tydligt tecknat i gult och vitt. Runt ögat syns bar, gul och vårtig hud. Huvud och hals är svarta, bröstet gräddfärgat med svarta teckningar, vitare på nedre delen av buken. Stjärten är svart ovan och gul under, med gul spets och gula kanter. På vingen syns tre gula vingpaneler, vissa vitspetsade. Honan är mindre och mattare i färgerna. Sången är mjuk med klockliknande toner.

## Utbredning och systematik
Fågeln förekommer från sydöstra Queensland till södra och centrala Victoria samt sydöstra South Australia. Den behandlas som monotypisk, det vill säga att den inte delas in i några underarter.

## Status
IUCN kategoriserar arten som akut hotad.